# Franz von Ditfurth
Franz Georg Wilhelm Ludwig von Ditfurth (* 9. September 1840 in Bielefeld; † 12. September 1909 auf dem Rittergut Lübrassen) war ein deutscher Rittergutsbesitzer, Politiker, Regierungsbeamter und Soldat.
Von 1878 war Franz von Ditfurth mit der kommissarischen Verwaltung des Landratsamtes des preußischen Kreises Bielefeld und von 1879 definitiv als Landrat bestellt. Er blieb bis zum 14. August 1909 Landrat.

## Leben
Franz von Ditfurth gehörte der alten, ursprünglich aus Quedlinburg stammenden Uradels-Familie von Ditfurth an. Er wurde in Bielefeld als Sohn von Wilhelm von Ditfurth geboren. Später wurde er Besitzer dieses Gutes Lübrassen. Der Generalleutnant sowie Pascha in der Osmanischen Armee Bodo Borries von Ditfurth war sein jüngerer Bruder.
Ditfurth legte 1858 sein Abitur am Gymnasium in Bielefeld ab. Anschließend trat er eine Militärkarriere an. Er diente im 15. Infanterie-Regiment, wo er bis zum Hauptmann aufstieg. Er nahm an den Feldzügen 1864, 1866 und 1870/71 teil. 1876 wurde er aus Gesundheitsgründen aus dem Militärdienst entlassen und wurde 1889 zum Major der Reserve.
Er wurde anschließend zweimal einstimmig zum ersten Kandidaten für das Landratsamt des Kreises Bielefeld gewählt. In beiden Fällen, 1876 und 1878, war die Wahl ungültig. Erst kurze Zeit später wurde er vorbehaltlich der bestandenen Prüfung zum kommissarischen Landrat ernannt. 1879 wurde ihm die mündliche Prüfung erlassen, da er die schriftliche Prüfung genügend bestanden hatte und die längere kommissarische Verwaltung seine Eignung gezeigt hatte. Er war Mitglied der Bielefelder Freimaurerloge Armin zur deutschen Treue.
Ditfurth war verheiratet mit Amalie von Hattorf und wurde am 24. Juni 1872 Vater von Zwillingen (ein Kind starb bei der Geburt).

## Abgeordneter
Franz von Ditfurth war vielfach Mitglied des Provinziallandtages der Provinz Westfalen. 1880 nahm er als Vertreter des Fürsten zu Sayn-Wittgenstein-Hohenstein und 1884 als Vertreter des Fürsten zu Rheina-Wolbeck am Landtag teil. 1881 war er als stellvertretender Abgeordneter gewählt worden und nahm am Landtag teil. 1887 bis 1908 war er im Wahlbezirk Minden-Ravensberg, Wahlkreis Bielefeld-Land gewählter Abgeordneter des Provinziallandtags.

## Auszeichnungen
Franz von Ditfurth war Träger des Eisernen Kreuzes II. Klasse, des Roten Adlerordens II. Klasse mit Eichenlaub und Schwertern und Träger des Kronenordens II. Klasse. Er wurde zum Geheimen Regierungsrat ernannt.